# Graviton (comics)
Cet article concerne le personnage de Marvel Comics. Pour la particule élémentaire, voir Graviton.
Graviton est un personnage de fiction, un super-vilain appartenant à l'univers de Marvel Comics. Créé par Jim Shooter et Sal Buscema, il est apparu pour la première fois dans le comic book Avengers #158 en 1977. Ennemi créé à la base pour les Quatre Fantastiques, il l'est devenu pour les Vengeurs et les Thunderbolts.

## Biographie du personnage
Le scientifique Franklin Hall faisait des expériences sur la téléportation au Canada quand il fut pris dans une explosion qui lia ses molécules à des gravitons générés par un accélérateur de particules. En guérissant, il découvrit son immense pouvoir.
Il se surnomma Graviton et prit les employés de son laboratoire en otage. Il écrasa facilement les Vengeurs et déplaça le bâtiment au-dessus de NYC. Là, il fut attaqué par Thor et Iron Man. À la fin, Hall se retrouva piégé dans l'édifice qui s'écroula sur lui-même.
Désorienté, il en sortit plus tard et se chercha une compagne. Il prit un célèbre magasin en otage. Son plan échoua et il fut exilé dans l'espace par Thor. Mais il revint sur Terre à la suite d'une anomalie spatiale.
Construisant une base près de Los Angeles, il voulut s'établir comme caïd mais fut arrêté par les Vengeurs de la Côte Ouest. Il fut placé sous sédatif pour rester sans pouvoir.
Hall voulut se venger plus tard, mais la Vision investit son corps et accrut sa densité, ce qui eut pour effet de faire effondrer son corps sur lui-même.
Il se retrouva alors dans une autre dimension, où les habitants, les P'Tah, le prirent pour un dieu. Il y vécut quelque temps, avant de s'ennuyer de leur intellect limité. Il construisit une sorte de balise, dans l'espoir que quelqu'un puisse le retrouver.
Après des mois d'attente, Techno le localisa. Son chef, le Baron Zemo, fit construire un Hulk robotique qu'il envoya affronter les Thunderbolt. Ce robot servait en fait à siphonner assez d'énergie pour ouvrir une brèche entre les dimensions. Hall, peu reconnaissant, écrasa les Thunderbolts et les Vengeurs des Grands Lacs. Il allait les tuer quand Opale réussit à le convaincre que son pouvoir et son ambition n'étaient rien s'il n'avait pas de but. Humilié, Graviton s'enfuit pour y réfléchir.
Il refit bientôt surface, en se proclamant seigneur de Sky Island, une île qu'il faisait léviter. Il recruta des sujets et un harem et commença à piller San Francisco. Angel et les Thunderbolts tentèrent de l'arrêter mais furent vaincus. Ils furent sauvés par Jolt, et la technologie de Machine Man, qui annulait l'équation de la gravité. Finalement, les Thunderbolts privèrent Hall de son formidable pouvoir et le firent de nouveau s'écrouler sur lui-même. Graviton atterrit de nouveau dans une autre dimension.
Là, Hall fut sauvé par un mystérieux étranger, un P'Tah nommé M'Reel. Tous deux retrouvèrent la Terre, et Hall engagea Opale pour l'aider à redéfinir son projet et son égo. Opale le manipula et il s'embarqua dans l'idée folle de capturer toutes les capitales, immobiliser les héros et refaçonner le monde à son image. Il affronta et élimina les remplaçants des Thunderbolts, les Redeemers, sauf le Fixer, qui rejoignit Opale et Hall.
Citizen V et le reste des Thunderbolts l'attaquèrent et Hall fut gravement blessé. À ce moment, le Fixr découvrit que M'Reel canalisait l'énergie de Graviton pour l'envoyer dans sa dimension. L'équipe repoussa l'invasion P'Tah et Graviton, mourant, sauva les Thunderbolts.
Il survécut toutefois et se retrouva prisonnier du Raft.
Lors de l'évasion causée par Electro, il attaqua les Vengeurs mais fut presque tué par Iron Man.
Récemment, Hall s'est donné la mort sur l'Héliporteur du SHIELD, après avoir tué un jeune agent de l'Initiative du Nebraska. Il a provoqué une hémorragie cervicale sur lui-même.

## Pouvoirs et capacités
- Graviton possède probablement l'un des plus grands pouvoirs de la Terre. La durée maximale d'utilisation de son pouvoir est de 18 heures, s'il s'en sert activement.
- Franklin Hall manipule les gravitons et s'en sert pour léviter ou créer des rayons ou des champs de force, jusqu'à 4 km autour de lui. Il les utilise aussi pour attirer ou repousser toute matière. On l'a déjà vu soulever une masse de 12 km cube et la diriger.
- Graviton peut s'entourer ou entourer autrui de ce type de particule, et ainsi les déplacer dans l'espace, ou bien les immobiliser et les écraser au sol.
- En concentrant les gravitons dans les organes, il peut provoquer des hémorragies ou des infarctus.
- Il se sert de sa maîtrise pour faire léviter la matière environnante (comme les roches) et la faire tourner autour de lui, à la façon d'un bouclier anti-balistique. Les armes conventionnelles n'ont aucun effet sur lui, car les projectiles ne peuvent l'atteindre que s'il le désire. Il pourrait même survivre à l'explosion d'une bombe nucléaire.
- Un rayon de gravitons concentrés possède la force d'explosion de 10 tonnes de TNT.
- Franklin Hall est aussi un brillant physicien. Il peut accomplir 4 tâches différentes en même temps pendant 8 heures avant que la fatigue ne commence à le gêner.

## Apparitions dans d'autres médias
Sauf indication contraire, les informations mentionnées dans cette section peuvent être confirmées par la base de données cinématographiques IMDb,  présente dans la section « Liens externes ».

### Films
Animations
- 2014 : Avengers Confidential : La Veuve noire et le Punisher

### Télévision
- 2010-2012 : Avengers : L'Equipe des super-héros (série d'animation)

Interprété par Ian Hart et Adrian Pasdar dans l'univers cinématographique Marvel
- 2013 : Marvel : Les Agents du SHIELD (série télévisée) – Le physicien Franklin Hall a créé une nouvelle matière, le gravitonium. Hall ne possède pas encore ses pouvoirs.
- 2018 :  Marvel : Les Agents du SHIELD (série télévisée) - Dans la saison 5 le Général Glenn Talbot pour sauver l'équipe du SHIELD s'injecte grâce à un accélérateur de particules le gravitonium et se transforme ainsi en Graviton. On découvre par après qu’il est le responsable de la destruction du monde qui se déroulera dans un futur proche, il est le « destructeur de monde ». Lors de l'épisode final de la saison 5, il combat Quake qui essaie de l'empêcher d’ouvrir la terre en deux. Durant le combat, Quake s’injecte du sérum Centipède amélioré avec l’ADN de sa mère et en retrouve sa puissance décuplée. Cette puissance lui permet d’envoyer Graviton dans l’espace à l’aide d’une onde de choc impressionnante. L'histoire se termine avec Graviton dérivant vers le soleil.